# Gheorghe M. Bâlteanu
Gheorghe M. Bâlteanu (n. 16 septembrie 1924, Bâltea, Gorj) este un fitotehnist, agronom și profesor universitar român, considerat unul dintre cei mai importanți specialiști în fitotehnie ai secolului XX din România. A contribuit major la dezvoltarea cercetării agricole și a învățământului agronomic superior, fiind autorul a numeroase tratate de fitotehnie, manuale și lucrări științifice care au atins standarde europene de excelență.

## Biografie
Gheorghe M. Bâlteanu s-a născut la 16 septembrie 1924 în localitatea Bâltea, județul Gorj, într-o familie de țărani gospodari, fiind fiul lui Matei și Ancuța Bâlteanu. A urmat școala primară în satul natal, iar apoi liceul la Târgu Jiu, unde a obținut bacalaureatul. În 1945, s-a înscris la Facultatea de Agronomie din Timișoara, o instituție recent înființată în Banat, pe care a absolvit-o în 1949 ca șef de promoție, obținând diploma cu nr. 129. În timpul studiilor, a fost apreciat de profesorii săi, inclusiv N. Valută, Th. Nica, Al. Potlog și Irimie Staicu, pentru referatele și cercetările sale.
După absolvire, la 1 februarie 1949, a fost angajat ca asistent la catedra de fitotehnie a Facultății de Agronomie din Timișoara, iar până la 1 mai 1951 a fost promovat șef de lucrări. În 1952, a fost admis ca „aspirant cu frecvență” (echivalentul studiilor doctorale de atunci) la catedra profesorului Nicolae Zamfirescu de la Institutul Agronomic București, obținând titlul de „candidat în științe” în 1955, cu teza intitulată Influența regimului de nutriție și umidității asupra producției de bumbac. Acest titlu a fost echivalat în 1968 cu „doctor în agronomie”. Teza a fost susținută în fața unei comisii formate din academicianul Gh. Ionescu Șișești, profesorul N. Ceapoiu și profesorul I. Safta, Bâlteanu devenind primul agronom din România cu acest titlu în 1955.
După doctorat, a fost reținut de profesorul Zamfirescu ca șef de lucrări între 1955 și 1962, iar în 1962 a ocupat prin concurs postul de conferențiar. În 1967, după pensionarea lui Zamfirescu, Bâlteanu a devenit profesor titular la aceeași catedră, funcție pe care a deținut-o până la pensionarea sa în 1990. De-a lungul carierei, a ocupat diverse funcții administrative: prodecan (1958-1962), director al Direcției Învățământului Superior Agricol din Ministerul Învățământului (1962-1964), prorector (1964-1969) și rector (1969-1972) al Institutului Agronomic din București.
A efectuat stagii de perfecționare în mai multe țări, printre care Italia (Universitatea Milano, 1962-1963), Cehoslovacia, Ungaria, Danemarca, Belgia, URSS și Iugoslavia, colaborând cu personalități internaționale precum E. Spaldon, I. Antal, P. Bellini și F. Crescini. A participat la conferințe internaționale, prezentând referate la Congresul Internațional de Știința Solului (București, 1964), Conferința internațională pentru cultura grâului (Nitra, 1977) și Conferința internațională de fitotehnie (Nitra, 1980).

## Activitate științifică
Gheorghe Bâlteanu a fost un fitotehnist de referință, contribuind la cercetarea agricolă prin peste 200 de lucrări, incluzând articole științifice, tratate, manuale și broșuri de popularizare. Cercetările sale au acoperit domenii precum tehnologii pentru culturi de bază și secundare, nutriția minerală a plantelor, efectele fertilizării asupra solului și producției, germinația semințelor, cultura plantelor de nutreț și punerea în cultivare a solurilor din Lunca Dunării.
Un domeniu important al cercetărilor sale a fost cultura bumbacului, unde a adus contribuții originale în Banat, stabilind că regiunea are condiții mai puțin favorabile datorită regimului termic și umidității. A evidențiat importanța soiurilor românești, densității optime (140.000 plante/ha) și rolul fertilizării cu N, P, K în grăbirea coacerii și reducerea coeficientului de transpirație. Alte studii au vizat „perioada critică” în nutriția minerală a plantelor (porumb, floarea-soarelui, soia, grâu, cartof), demonstrând că lipsa elementelor N, P, K în fazele inițiale afectează recolta și structura anatomică a plantelor.
Bâlteanu a cercetat și absorbția zincului la soia, influența factorilor climatici asupra vegetației (folosind fosfor radioactiv P32) și efectele îngrășămintelor organice și minerale la cartof, concluzionând că îngrășămintele minerale sunt mai eficiente pentru cartoful timpuriu. A elaborat îndrumări practice pentru cultivatori, contribuind la educarea tineretului și popularizarea cunoștințelor agricole.

## Lucrări
Gheorghe Bâlteanu a publicat tratatul Fitotehnie în cinci ediții (1969, 1979, 1989, 1993, 2002), considerat o lucrare de referință la nivel internațional, apreciat pentru sistematizare, limbaj tehnic actualizat și bogăția datelor științifice. A coordonat și participat la lucrări precum Mica enciclopedie agricolă (1996) și Manualul inginerului agronom (1967), colaborând cu personalități precum D. Davidescu, T. Baicu, C. Hera și V. Cotea.
A scris manuale școlare, precum Agricultura pentru clasa a VI-a (1962) și pentru liceele pedagogice (1966), cursuri universitare litografiate și lucrări de popularizare, printre care Din istoricul și viața plantelor tehnice (1961) și Plantele de cultură — hrană și materii prime. Alte lucrări practice includ Floarea-soarelui cea mai importantă plantă uleioasă (1959), 5000 kg porumb boabe la ha fără irigare (1962) și Sămânța hibridă de porumb (1958), adresate cultivatorilor.
O selecție a lucrărilor sale include:
- „Importanța microelementelor în viața plantelor”, Analele Institutului de studii Româno-Sovietice, seria Agricultură, nr. 2, 1958
- „Perspectiva culturii bumbacului în Banat”, 1951
- Cultura bumbacului în Banat, 1952
- „Influența regimului de nutriție și umiditate asupra producției de bumbac” (teză de doctorat), 1955
- „Experiențe cu îngrășarea extraradiculară la bumbac”, 1956
- „Contribuții la stabilirea perioadelor critice în nutriția minerală a porumbului”, 1961
- Din istoricul și viața plantelor tehnice, Editura Tineretului, București, 1961
- Culturi furajere în miriște, Editura Agrosilvică, București, 1961
- Agricultura. Manual pentru clasa a VI-a, EDP, București, 1962
- „Cercetări pentru stabilirea perioadelor critice în nutriția minerală a florii-soarelui”, Editura Agrosilvică, București, 1963
- Agricultura. Manual pentru liceele pedagogice, EDP, București, 1966
- „Cercetări asupra perioadelor critice în nutriția porumbului cu potasiu”, 1967
- Fitotehnie, EDP, București, 1969
- „Câteva aspecte din nutriția minerală a plantelor cultivate pe solurile fluvio-lonistre din Lunca Dunării”, Studii și Cercetări de biologie. Seria botanică, t. 22, nr. 2, 1970
- Fitotehnie, Ceres, București, 1979
- Grâu (coautor), Editura Academiei Române, 1984
- Fitotehnie, Ceres, București, 1989
- Fitotehnie, EDP, București, 1991
- Porumbul (alegerea hibrizilor, semănatul, densitatea culturii), Wegafor, București, 1995
- Mic dicționar enciclopedic (coautor), Editura Științifică și Enciclopedică, 1996

## Contribuții suplimentare
Bâlteanu a fost un educator dedicat, scriind materiale didactice pentru toate nivelurile, de la școala generală la doctorat. A coordonat lucrări de sinteză, precum Manualul inginerului agronom (1967), și a contribuit la educarea tineretului prin broșuri precum Porumbul - supercereală și Leguminoasele pentru boabe și o nouă revoluție verde. A fost membru fondator al Academiei de Științe Agricole și Silvice (1969) și al Societății Inginerilor Agronomi din România (1990), unde a ocupat funcția de președinte executiv (1980-1996) și președinte de onoare (1997).

## Premii și recunoaștere
Gheorghe Bâlteanu a fost distins cu titlul de Doctor Honoris Causa al Universității de Științe Agricole și Medicină Veterinară a Banatului - Timișoara și a devenit membru extern al Academiei Slovace de Științe Agricole (1995). A primit mai multe distincții, printre care Medalia „Eliberarea de sub jugul fascist” (1954), Medalia „În cinstea încheierii Colectivizării agriculturii” (1962), Medalia Muncii (1964), Medalia „Meritul Științific” (1966) și Ordinul Muncii clasa a III-a (1969).